# Walleria mackenziei
Walleria mackenziei är en enhjärtbladig växtart som beskrevs av Sir John Kirk. Walleria mackenziei ingår i släktet Walleria och familjen Tecophilaeaceae. Inga underarter finns listade i Catalogue of Life.